# Czon
Czon (auch: Underground will take over) ist der Name einer Gruppe von Künstlern aus Schweden, die sich auf Streetart spezialisierten.

## Allgemeines
Die Czon-Mitglieder sind anonym. Nur ihr Leiter schrieb in dem Namen der Gruppe. Nach Angaben des schwedischen Radiosenders Sveriges Radio P4 kamen die Künstler aus den schwedischen Provinzen Halland, Blekinge und Bohuslän. Czon war von 2011 bis 2014 aktiv.

## Projekte
An verschiedenen Standorten in und um Schweden sind Wahrzeichen errichtet worden. In dem Herbst des Jahres 2011 hat Czon mit dem Setzen von sechs Wahrzeichen auf der schwedischen Insel Öland begonnen. Ähnliches ist später an anderen Orten an der Ostsee durchgeführt worden. Der Erlös ist jedes Mal an den Ort, an dem die Kunstwerke ausgestellt waren, gegangen. Die Werke von Czon wurden auch in zahlreichen Museen ausgestellt. Sie wurden breit diskutiert.

## Ausstellungen
- Kobolde und weitere verführerische Essenz auf Öland, Galleri Blå Porten, 2011
- Vampire, Geister, Sexualität und Blut, Hallands kulturhistoriska museum, 29. Mai – 30. September 2012[4]
- So nah, dass niemand gehen kann, Kultur Dag & Natt – Varberg, 2012
- Unseren Salon, Hallands Konstmuseum, 12. März – 12. Mai 2013
- Blut, Vampire, Werwölfe, Smålands Museum, 16. März – 26. Dezember 2013[5]
- artist in residence: Germany, Mecklenburg Inspiriert, 1. November – 15. Dezember 2013
- Salon Kunst und Provokation, Kunsthalle Ostseebad Kühlungsborn, 7.–24. März 2014[6]